# Korwety rakietowe typu Niels Juel
Korwety rakietowe typu Niels Juel – duńskie korwety rakietowe, które zaczęły wchodzić do służby w 1980. Zbudowano 3 okręty tego typu.

## Historia
W 1973 został zatwierdzony program modernizacji duńskiej marynarki wojennej. Program ten zakładał budowę trzech niewielkich fregat o wyporności do 1300 t. Okręty miały zastąpić w służbie cztery zbudowane we Włoszech w latach 50. XX wieku korwety typu Triton. Projekt okrętów powstał w wyniku współpracy z brytyjskim biurem konstrukcyjnym Y-ARD. Projekt otrzymał oznaczenie Kv-72, a budowane okręty zostały sklasyfikowane jako korwety. Głównym zadaniem nowych okrętów miało być zwalczanie jednostek nawodnych w rejonie Bałtyku i Cieśnin Duńskich.
Zamówienie na budowę okrętów zostało złożone w stoczni Aalborg Vaerft zostało złożone 27 lipca 1985.
Budowa pierwszego okrętu typu HDMS "Niels Juel" rozpoczęła się 20 października 1976. Wodowanie miało miejsce 17 lutego 1978, wejście do służby 26 sierpnia 1980. Ostatni okręt serii HDMS "Peter Tordenskold" wszedł do służby 2 kwietnia 1982.

## Okręty
- Nils Juel (F354) - rozpoczęcie budowy 20 października 1976, wodowanie 17 lutego 1978, wejście do służby 26 sierpnia 1980
- Olfert Fischer (F355) - rozpoczęcie budowy 6 grudnia 1978, wodowanie 10 maja 1979, wejście do służby 16 października 1981. 6 kwietnia 1988 okręt doznał uszkodzeń w wyniku kolizji z promem pasażerskim. Okręt wchodził w skład sił koalicji międzynarodowej działającej w rejonie Zatoki Perskiej podczas I wojny w Zatoce Perskiej w 1991
- Peter Tordenskiold (F356) - rozpoczęcie budowy 3 grudnia 1979, wodowanie 30 kwietnia 1989, wejście do służby 2 kwietnia 1982